# Ralph Gibson
Ralph Gibson (Los Angeles, 1939) é um fotógrafo estadunidense.
Em seus mais de quarenta anos de carreira, conquistou quinze prêmios internacionais e foi condecorado Commandeur l'Ordre des Arts et des Lettres da França e doutor honorário da Universidade de Maryland e da Ohio Wesleyan University. Começou fotografando sob os ensinamentos de uma  mestre da fotografia, Dorothea Lange, e em seguida com  Robert Frank. Com eles aprendeu o rigor da técnica, a luz perfeita, o enquadramento detalhado, mas como todo bom aluno, supera seus mestres. Tem mais de 30 livros publicados, entre eles o Libris ex, resultado de uma pesquisa e documentação fotográfica do aspecto visual da escrita em suas várias formas. Ele, aliás, tem verdadeiro fascínio por livros e adora escrever. Já fez mais de 35 monografias, a mais atual Light Strings, publicada em 2004.
Suas fotografias estão incluídas em mais de 150 coleções em museus pelo mundo e apareceram em centenas de exposições. Seu estilo particular já foi várias vezes apontado por críticos como cruzamento das tendências surrealista e minimalista.
Quando olhamos as fotografias criadas por Gibson vemos que elas são esculpidas como a arte dos grandes mestres e aí entendemos a força da mensagem fotográfica. Nas fotos de Ralph Gibson, encontramos a poesia, ou o encontro entre a técnica e a expressão. Suas fotos são emoção pura, deixando de lado o tradicional documentarismo americano. Suas imagens são uma aula da boa fotografia e para os detratores do preto e branco, Ralph Gibson nos mostra que a fotografia sem o recurso das cores é sempre contemporânea. 

## Publicações
- The somnambulist : photographs 1970 ISBN 978 0912810102 Parte 1 de uma trilogia
- Deja-Vu: Second in the Black Trilogy 1973 ISBN 978 0912810065. Parte 2 de uma trilogia
- Days at Sea ISBN 978 0912810157. 1974 Parte 3 de uma trilogia
- Syntax ISBN 978 0912810393. 1983
- Tropism 1987. ISBN 978 0893812553
- L'Anonyme 1987. ISBN 978 0893812492
- L'Histoire de France 1991 ISBN 978 0893814717.
- Light strings: impressions of the guitar 2004 ISBN 978 0811843249. Com Andy Summers
- State of the Axe: Guitar Masters in Photographs and Words 2008 ISBN 978 0300142112 Prefácio de Anne Wilkes Tucker; Prefácio de Les Paul
- Political Abstraction: 2015 Lustrum Press, ISBN 978 1477309940
- The Black Trilogy: 2017 University of Texas Press, ISBN 978 1477316269
- Self-Exposure: 2018 HENI, London, UK